# Gonomyia (Leiponeura) ramifera
Gonomyia (Leiponeura) ramifera is een tweevleugelige uit de familie steltmuggen (Limoniidae). De soort komt voor in het Oriëntaals gebied.